# إرلينغ أندرسن (منافس ألعاب قوى)
إرلينغ أندرسن (بالنرويجية البوكمول: Erling Andersen)‏ هو منافس ألعاب قوى نرويجي، ولد في 22 سبتمبر 1960 في برغن في النرويج.

## وصلات خارجية
- إرلينغ أندرسن على موقع الاتحاد الدولي لألعاب القوى (الإنجليزية)
- إرلينغ أندرسن على موقع أوليمبيديا (الإنجليزية)